# دیک کواکس
دیک کواکس (انگلیسی: Dick Quax; ۱ ژانویهٔ ۱۹۴۸ – ۲۸ مهٔ ۲۰۱۸) دونده دو نیمه‌استقامت اهل نیوزیلند بود.
وی در مسابقات کشوری و بین‌المللی در مجموع برندهٔ ۲ مدال نقره شده‌است.